# Boleslaw
Boleslaw oder Bolesław ist ein männlicher Vorname (west-)slawischer Herkunft.

## Bedeutung
Boleslaw bedeutet übersetzt „groß“, „mehr“ oder „ruhmreich“.

## Andere Formen
- Kurzform: Bolko
- Tschechisch: Boleslav
- Litauisch: Boleslovas
- Lateinisch: Boleslaus

## Namensträger
Herrscher siehe Liste der Herrscher namens Boleslaw
- Bolesław Bałzukiewicz (1879–1935), polnischer Künstler
- Boleslaw Barlog (1906–1999), deutscher Theaterregisseur
- Bolesław Bierut (1892–1956), polnischer Politiker
- Bolesław Chocha (1923–1987), polnischer Generalmajor und Politiker
- Bolesław Cybis (1895–1957), polnisch-amerikanischer Maler, Bildhauer und Keramiker
- Bolesław Drobner (1883–1968), polnischer Politiker
- Bolesław Filipiak (1901–1978), polnischer Geistlicher, Titularbischof von Plestia und Kurienkardinal
- Bolesław Kolasa (1920–2007), polnischer Eishockeyspieler
- Bolesław Kominek (1903–1974), polnischer Geistlicher, Erzbischof von Breslau
- Bolesław Leśmian (1877–1937), polnischer Lyriker
- Bolesław Piasecki (1915–1979), polnischer Politiker, Anwalt und Offizier
- Bolesław Piechowski (1885–1942), polnischer Geistlicher
- Bolesław Prus (1847–1912), polnischer Schriftsteller
- Bolesław Przybyszewski (1892–1937), polnischer Musikwissenschaftler und Pädagoge
- Bolesław Pylak (1921–2019), polnischer Geistlicher, Erzbischof von Lublin
- Bolesław Roja (1876–1940), polnischer Offizier und Politiker
- Bolesław Szabelski (1896–1979), polnischer Komponist
- Boleslaw Schirtladse (* 1987), georgischer Leichtathlet
- Bolesław Łukasz Taborski (1917–2004), polnischer Geistlicher, Weihbischof von Przemyśl
- Bolesław Tejkowski (1933–2022), polnischer Politiker und Aktivist
- Boleslaw Tempowski (1921–2008), französischer Fußballspieler
- Bolesław Wieniawa-Długoszowski (1881–1942), polnischer Arzt und General
- Bolesław Woytowicz (1899–1980), polnischer Komponist, Pianist und Musikpädagoge

## Familienname
- Netti Boleslav (1923–1981), israelische Schriftstellerin

## Abgeleiteter Familienname
- Boleslawski
- Pulß

## Ortsnamen, abgeleitet von den Herrschernamen
- Bolesław (Powiat Dąbrowski), Sitz einer Landgemeinde, Woiwodschaft Kleinpolen, Polen
- Bolesław (Powiat Olkuski), Sitz einer Landgemeinde, Woiwodschaft Kleinpolen, Polen
- Bolesławiec (dt. Bunzlau), Stadt in der Woiwodschaft Niederschlesien, Polen
- Bolesławów (dt. Wilhelmsthal oder Neustädtel), Stadt in der Woiwodschaft Niederschlesien, Polen
- Mladá Boleslav (dt. Jungbunzlau), Stadt in Tschechien